# 6540 Stepling
6540 Stepling è un asteroide della fascia principale. Scoperto nel 1982, presenta un'orbita caratterizzata da un semiasse maggiore pari a 2,1957176 UA e da un'eccentricità di 0,1714849, inclinata di 4,67821° rispetto all'eclittica.
È dedicato a Joseph Stepling (1716-1778), fondatore e primo direttore dell'osservatorio astronomico del Clementinum di Praga.